# Crina Pintea
Crina Pintea (n. Ailincăi, 3 aprilie 1990, în Podu Turcului), județul Bacău, este o handbalistă din România care joacă pentru echipa națională a României pe postul de pivot.

## Carieră
În vara anului 2015, după mai mulți ani competiționali petrecuți la HC Zalău, Crina Pintea a fost în discuții pentru un transfer la HCM Baia Mare, stârnind nemulțumirea lui Gheorghe Tadici, antrenorul echipei zălăuane. Din acest motiv, Pintea nu a putut juca la nicio echipă în prima parte a turului sezonului 2015-2016. Pe 14 octombrie 2015, clubul german Thüringer HC a făcut public oficial că a semnat cu handbalista română un contract pe o durată de doi ani.
Pintea a jucat apoi la formația franceză Issy Paris Hand, iar din ianuarie 2019 a evoluat la Győri Audi ETO KC. Pe 1 martie 2019 s-a făcut public că handbalista a semnat un contract cu CSM București, pentru care a jucat începând din vara anului 2019. În 2021 s-a întors la Győr. Din 2022 joacă din nou pentru CSM București.

## Palmares
Club
- Liga Națională:
  - Câștigătoare: 2021
  - Medalie de bronz: 2015

- Supercupa României:
  - Finalistă: 2011

- Handball-Bundesliga:
  - Câștigătoare: 2016

- Supercupa DHB:
  - Câștigătoare: 2016

- Nemzeti Bajnokság I:
  - Câștigătoare: 2019, 2022

- Cupa Ungariei: 
  - Câștigătoare: 2019

- Liga Campionilor EHF:
  -  Câștigătoare: 2019

- Cupa EHF:
  - Finalistă: 2012
  - Semifinalistă: 2013

Echipa națională
- Campionatul Mondial:
  -  Medalie de bronz: 2015

## Distincții individuale
- Cea mai bună handbalistă română: 2019[11]
- Cel mai bun pivot din Liga Franceză de Handbal: 2017-2018[12]
- Cel mai bun pivot de la Campionatul European: 2018[13]
- Cel mai bun pivot al Ligii Campionilor EHF: 2019[14]
- MVP al Supercupei României: 2019[15]

## Legături externe
Materiale media legate de Crina Pintea la Wikimedia Commons
- Crina Pintea la Federația Europeană de Handbal